# Giuseppe Maria Sensi
Giuseppe Maria Sensi, né le 27 mai 1907 à Cosenza, en Calabre, dans le sud de l'Italie et mort le 26 juillet 2001 à Rome, est un cardinal italien de la Curie romaine.

## Biographie
Giuseppe Maria Sensi est ordonné prêtre le 21 décembre 1929. Après différents postes au service de la diplomatie vaticane, il est nommé observateur du Saint-Siège auprès des UNESCO en 1953.
Nommé nonce apostolique au Costa Rica (en), avec le titre d'archevêque in partibus de Sardes (de), le 21 mai 1955, il est consacré le 24 juillet suivant par le cardinal Valerio Valeri avec comme co-consécrateurs Carlo Confalonieri et Egidio Vagnozzi.
Le 12 janvier 1957, il est nommé délégué apostolique de Jérusalem et de Palestine (en), puis il devient nonce apostolique en Irlande (en) le 20 mai 1962 et enfin nonce apostolique au Portugal (en) le 8 juillet 1967. En 1976, il est appelé à la Curie romaine où il reste jusqu'à sa retraite.
Il est créé cardinal par le pape Paul VI lors du consistoire du 24 mai 1976 avec le titre de cardinal-diacre de S. Biagio e Carlo ai Catinari. Le 22 juin 1987, il est élevé au rang de cardinal-prêtre de Regina Apostolorum.

## Succession apostolique
La succession apostolique est :
- Évêque Peter Birch (en) (1962)
- Évêque Patrick Lennon (en) (1966)
- Évêque Luís Gonzaga Ferreira da Silva (en), S.I. (1972)
- Évêque António dos Santos (pt) (1976)